# Lespedeza intermixta
Lespedeza intermixta là một loài thực vật có hoa trong họ Đậu. Loài này được Makino miêu tả khoa học đầu tiên.